# La Désirade (gmina)
La Désirade – gmina w Gwadelupie (departament zamorski Francji); 1591 mieszkańców (2007). Obejmuje wyspę o tej samej nazwie, oraz dwie wysepki Petite-Terre.